# Cirsium rivulare
Il cirsio dei ruscelli (nome scientifico Cirsium rivulare (Jacq.) All., 1789) è un'alta pianta erbacea spinosa a ciclo perenne appartenente alla famiglia delle Asteraceae.

## Etimologia
Il nome del genere (cirsium) deriva dalla parola greca kirsos = varice; da questa radice deriva poi la denominazione Kirsion, un vocabolo che sembra servisse ad identificare una pianta usata per curare questo tipo di malattia. Da kirsion in tempi moderni il botanico francese Tournefort (1656 - 708) derivò il nome Cirsium dell'attuale genere.

Il nome italiano “Cardo” è abbastanza generico in quanto nel linguaggio comune si riferisce a diversi generi e specie di piante. Tra i generi che vengono chiamati direttamente “cardo”, oppure hanno una o più specie che comunemente si chiamano con questo nome citiamo: Carduus, Carduncellus, Carlina, Centaurea, Cnicus, Cynara, Echinops, Galactites, Jurinea, Onopordum, Scolymus, Silybum, Tyrimnus, tutti della famiglia delle Asteraceae. Ma anche in altre famiglie abbiamo dei generi con delle specie che volgarmente vengono chiamate “cardi” : il genere Eryngium della famiglia delle Apiaceae o il genere Dipsacus della famiglia delle Dipsacaceae.

Il binomio scientifico attualmente accettato (Cirsium rivulare) è stato proposto inizialmente dal medico, chimico e botanico olandese Nikolaus Joseph von Jacquin (1727 – 1817) e successivamente perfezionato dal botanico e medico italiano Carlo Allioni (1728 – 1804) nell'Auctarium ad Floram Pedemontanam cum notis et emendationibus del 1789.

## Descrizione

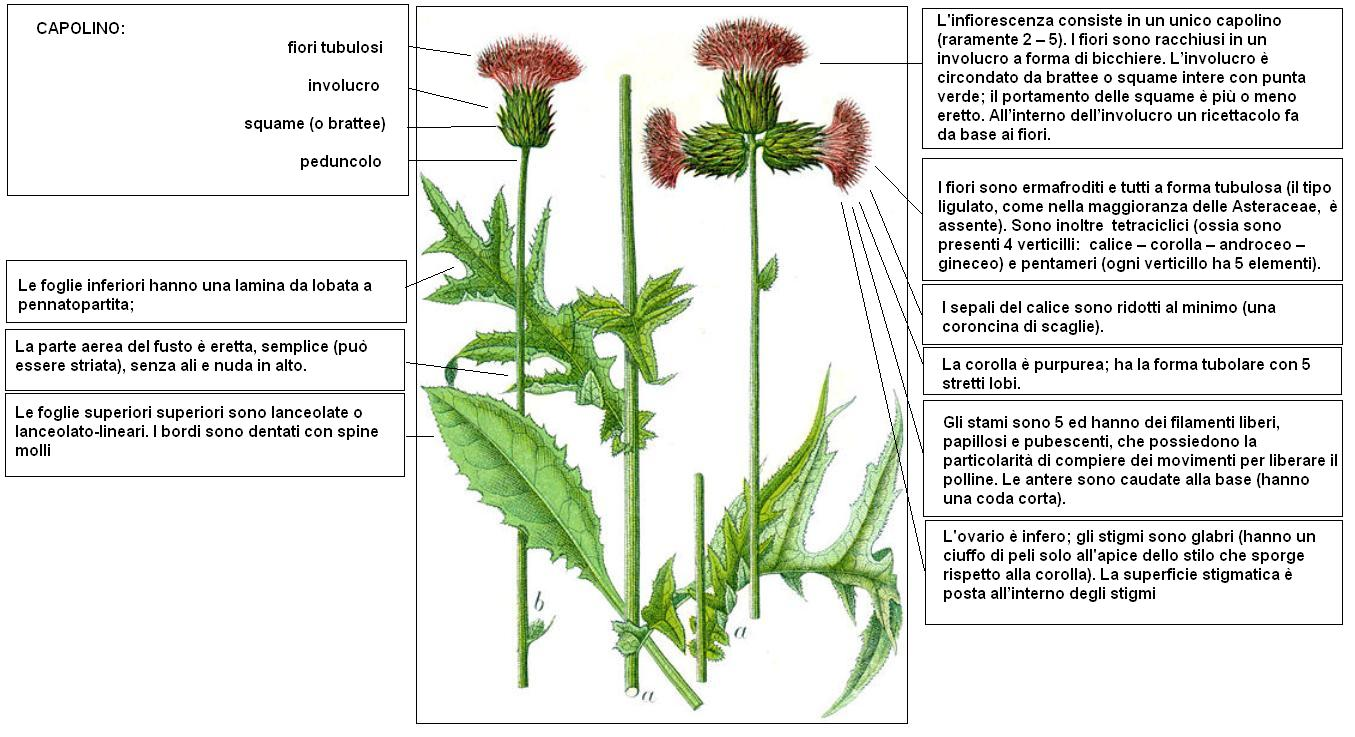
Descrizione delle parti della pianta

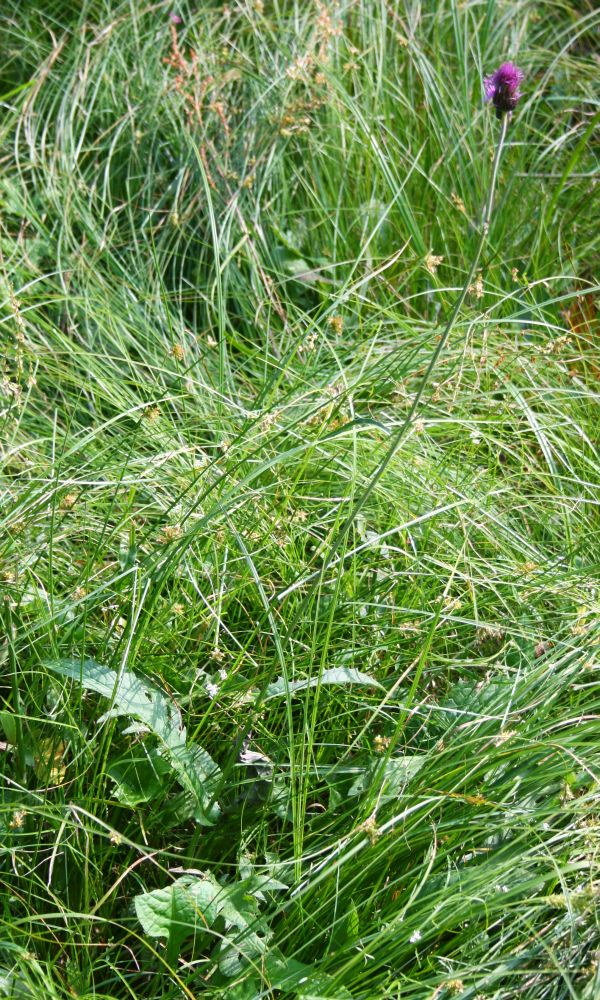
Il portamento

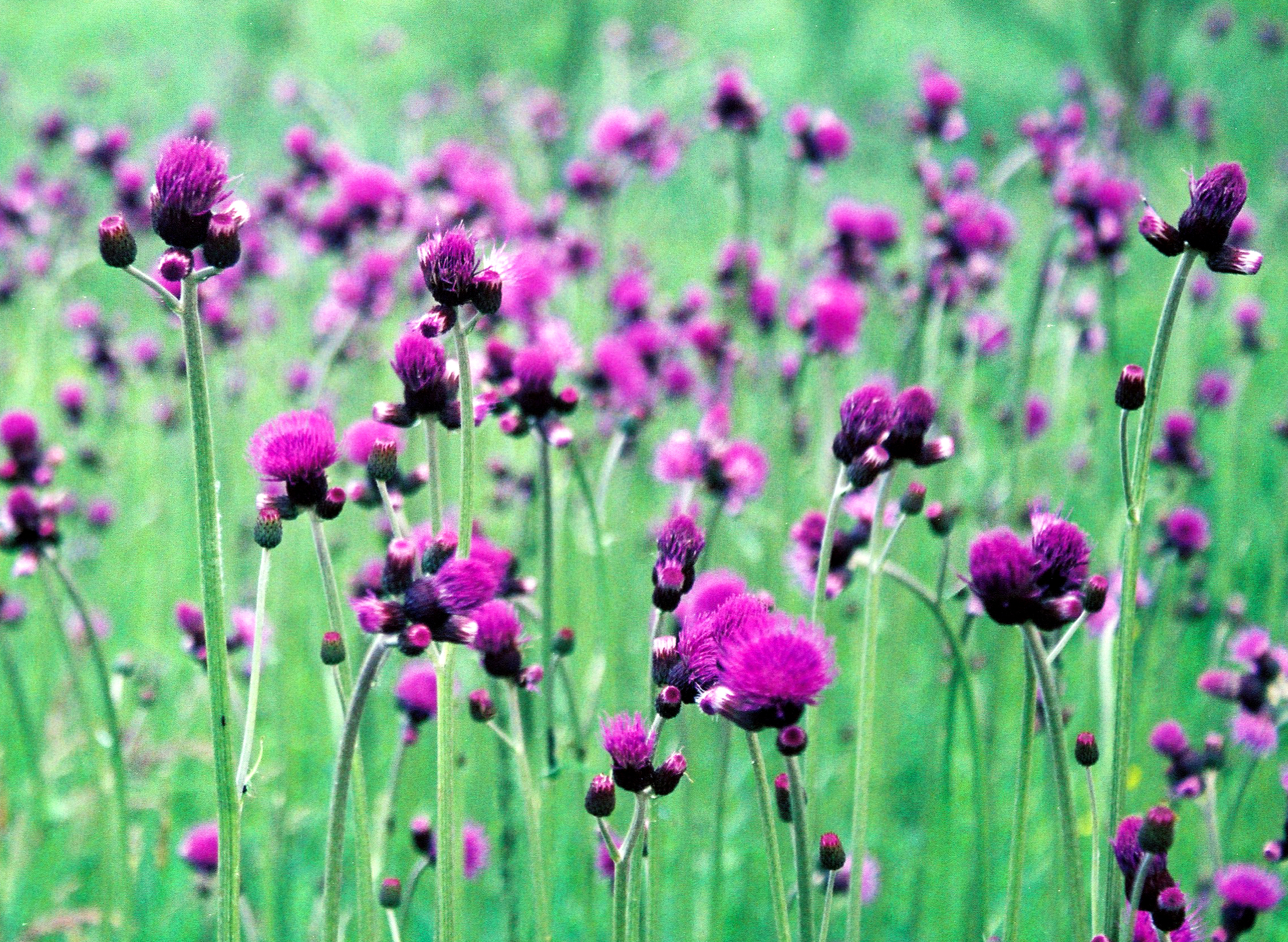
L’habitat

Le piante di questa specie possono arrivare ad un'altezza compresa tra 4 – 12 dm. La forma biologica della specie è emicriptofita scaposa (H scap): sono piante erbacee perenni con gemme svernanti al livello del suolo e protette dalla lettiera o dalla neve; sono inoltre dotate di un asse fiorale eretto e spesso privo di foglie.

### Radici
Le radici sono secondarie da rizoma. 

### Fusto
- Parte ipogea: la parte sotterranea è un rizoma.
- Parte epigea: la parte aerea del fusto è eretta, semplice (può essere striata), senza ali e nuda in alto.

### Foglie
Le foglie inferiori hanno una lamina con una forma da lobata a pennatopartita; quelle superiori sono lanceolate o lanceolato-lineari. I bordi sono dentati con spine molli. Dimensione delle foglie maggiori: larghezza 3 – 9 cm; lunghezza 10 – 25 cm. 

### Infiorescenza

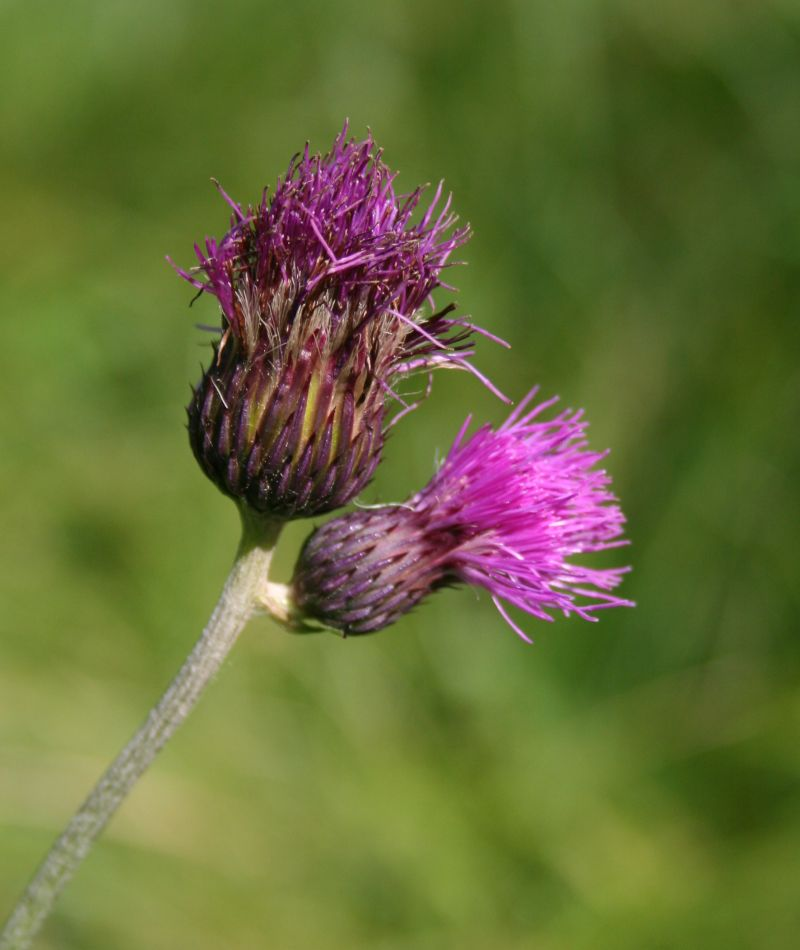
Il capolino

L'infiorescenza consiste in un unico capolino (raramente 2 – 5). I fiori sono racchiusi in un involucro a forma di bicchiere lungo mediamente meno di 1,5 cm. L'involucro è circondato da brattee o squame intere con punta verde; il portamento delle squame è più o meno eretto. Dimensioni delle squame: larghezza 2 mm; lunghezza 4 mm. All'interno dell'involucro un ricettacolo fa da base ai fiori. Il capolino è largo da 15 a 30 mm.

### Fiore

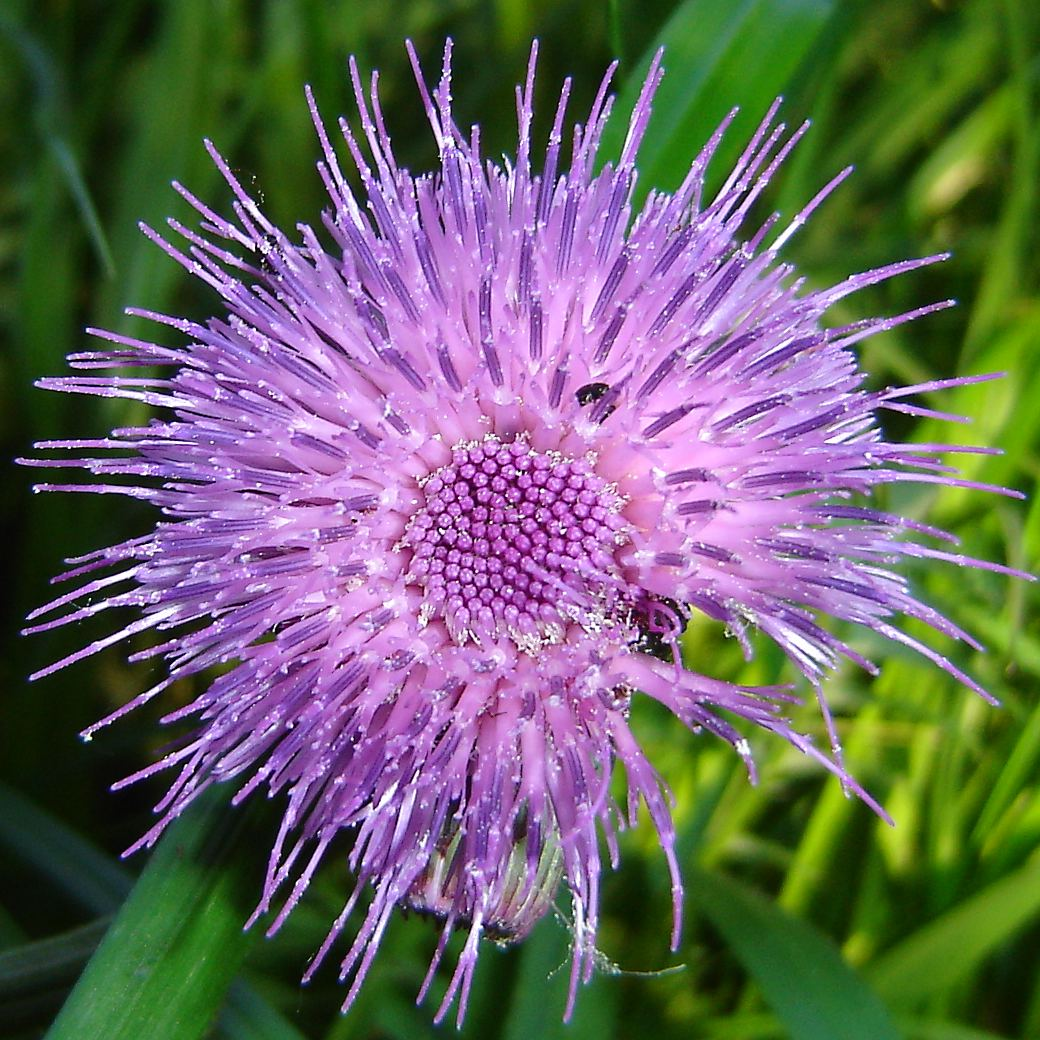
I fiori tubulosi

I fiori sono ermafroditi e tutti a forma tubulosa (il tipo ligulato, come nella maggioranza delle Asteraceae, è assente). Sono inoltre tetraciclici (ossia sono presenti 4 verticilli: calice – corolla – androceo – gineceo) e pentameri (ogni verticillo ha 5 elementi).
- Formula fiorale :

- /x K {\displaystyle \infty }, [C (5), A (5)], G 2 (infero), achenio

- Calice: i sepali del calice sono ridotti al minimo (una coroncina di scaglie).
- Corolla: la corolla è purpurea; ha la forma tubolare con 5 stretti lobi. Lunghezza della corolla 16 mm (lunghezza del tubo 7 mm; lunghezza della gola 3 mm; lunghezza dei lobi 5 mm).
- Androceo: gli stami sono 5 ed hanno dei filamenti liberi, papillosi e pubescenti, che possiedono la particolarità di compiere dei movimenti per liberare il polline. Le antere sono caudate alla base (hanno una coda corta).
- Gineceo: l'ovario è infero; gli stigmi sono glabri (hanno un ciuffo di peli solo all'apice dello stilo che sporge rispetto alla corolla). La superficie stigmatica è posta all'interno degli stigmi.[13]
- Fioritura: da giugno a agosto.

### Frutti
Il frutto è un achenio cilindrico con pappo piumoso formato da molte file di peli barbosi riuniti alla base. Il pappo ha la funzione di aiutare la dispersione del seme portato quindi dal vento. Dimensione del pappo: 13 mm.

## Biologia
- Impollinazione: l'impollinazione avviene tramite insetti (impollinazione entomogama).
- Riproduzione: la fecondazione avviene fondamentalmente tramite l'impollinazione dei fiori (vedi sopra).
- Dispersione: i semi cadendo a terra (dopo essere stati trasportati per alcuni metri dal vento per merito del pappo – disseminazione anemocora) sono successivamente dispersi soprattutto da insetti tipo formiche (disseminazione mirmecoria).

## Distribuzione e habitat

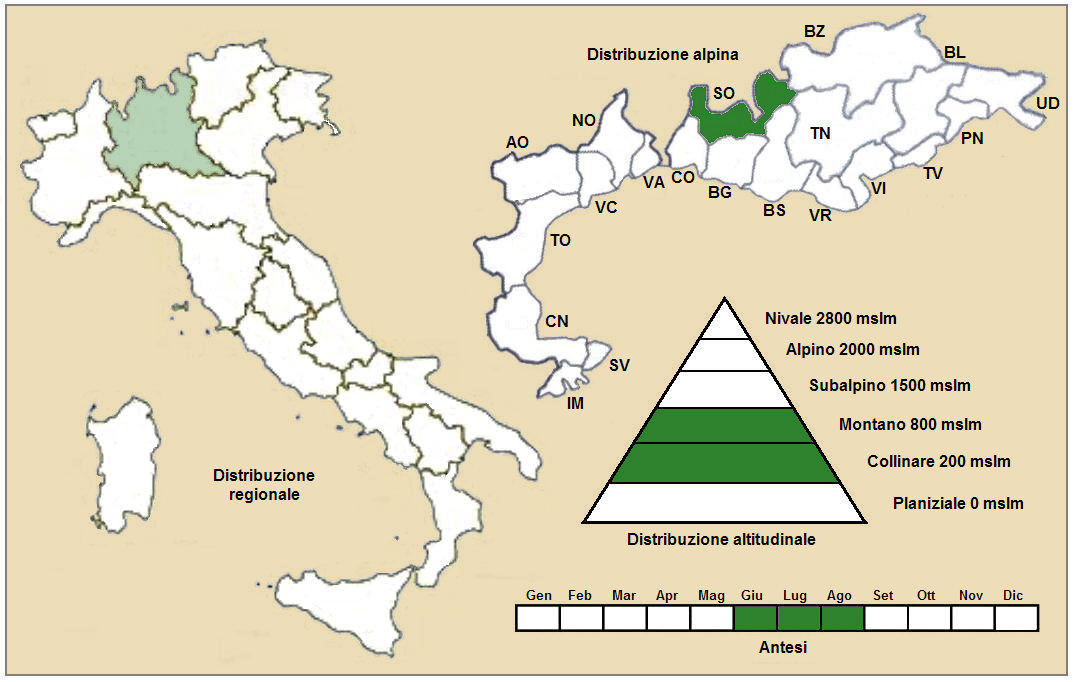
Distribuzione della pianta
(Distribuzione regionale – Distribuzione alpina)

- Geoelemento: il tipo corologico (area di origine) è Centro - Europeo.
- Distribuzione: questa specie è stata segnalata in Lombardia (provincia di Sondrio), ma secondo alcune checklist è probabile che si tratti di una segnalazione errata.[14] Fuori dai confini italiani, sempre nelle Alpi, si trova in Francia (dipartimenti di Alpes-de-Haute-Provence, Hautes-Alpes, Drôme, Isère, Savoia e Alta Savoia), in Svizzera (cantoni Berna e Vallese), in Austria (Länder del Vorarlberg, Tirolo Settentrionale, Salisburgo, Carinzia, Stiria, Austria Superiore e Austria Inferiore) e in Slovenia. Sugli altri rilievi europei si trova nella Foresta Nera, Massiccio del Giura, Massiccio Centrale, Pirenei e Carpazi.[15] Nella "Flora d'Italia" (seconda edizione 2018) questa pianta non è più descritta come appartenente alla flora spontanea italiana.
- Habitat: l'habitat tipico per questa specie sono i prati umidi; ma anche ambienti inondati temporaneamente, stagni, fossi, rive dei corsi d'acqua, sorgenti e torbiere. Il substrato preferito è sia calcareo che siliceo con pH neutro, medi valori nutrizionali del terreno che deve essere umido.[15]
- Distribuzione altitudinale: sui rilievi queste piante si possono trovare da 500 fino a 1800 m s.l.m.; frequentano quindi i seguenti piani vegetazionali: collinare e montano.

## Fitosociologia
Dal punto di vista fitosociologico la specie di questa scheda appartiene alla seguente comunità vegetale:
Formazione : comunità delle macro- e megaforbie terrestri
Classe : Molinio-Arrhenatheretea
Ordine : Molinietalia caeruleae
Alleanza : Calthion palustris

## Tassonomia
La famiglia di appartenenza di questa voce (Asteraceae o Compositae, nomen conservandum) probabilmente originaria del Sud America, è la più numerosa del mondo vegetale, comprende oltre 23.000 specie distribuite su 1.535 generi, oppure 22.750 specie e 1.530 generi secondo altre fonti (una delle checklist più aggiornata elenca fino a 1.679 generi). La famiglia attualmente (2021) è divisa in 16 sottofamiglie.
Cardueae è una delle 4 tribù della sottofamiglia Carduoideae. La tribù Cardueae a sua volta è suddivisa in 12 sottotribù (la sottotribù Carduinae è una di queste). Il genere Cirsium elenca 435 specie con una distribuzione cosmopolita, 35 delle quali sono presenti spontaneamente sul territorio italiano.

### Filogenesi
Il genere di questa voce è inserito nel gruppo tassonomico della sottotribù Carduinae. In precedenza provvisoriamente era inserito nel gruppo tassonomico informale "Carduus-Cirsium Group". La posizione filogenetica di questo gruppo nell'ambito della sottotribù è abbastanza vicina al "core" della sottotribù (con il genere Carduus forma un "gruppo fratello") e dalle analisi molecolari è stato calcolato in 7,2 milioni di anni fa la separazione di questo genere dal resto del gruppo (è stato l'ultimo a separarsi).

Il genere Cirsium spesso viene botanicamente “confuso” con altri generi come quello del Carduus o Cnicus (e di altri ancora). Le specie del primo genere ad esempio sono molto simili a quelle del Cirsium, anche se una certa distinzione è possibile servendosi dell'aspetto del pappo (in Cirsium è formato da setole piumose; mentre in Carduus è composto da pagliette denticolate scabre).

Il genere Cirsium appartiene alla tribù delle Cardueae (da alcuni autori indicata come Cynareae), tribù che il Sistema Cronquist assegna alla sottofamiglia Cichorioideae e che invece la classificazione APG colloca nella sottofamiglia Carduoideae..

Il basionimo per questa specie è: Carduus rivularis Jacq., 1773

Il numero cromosomico di C. rivulare è: 2n = 34.

### Ibridi
Nell'elenco seguente sono indicati alcuni ibridi interspecifici:
- Cirsium × ambiguum All., 1789 - Ibrido con: Cirsium heterophyllum
- Cirsium × biggeriense Rouy, 1905 - Ibrido con: Cirsium monspessulanum
- Cirsium × brunneri A. Braun ex Nyman, 1879 - Ibrido con: Cirsium tuberosum
- Cirsium × erucagineum DC. in Lam. & DC., 1805 - Ibrido con: Cirsium oleraceum
- Cirsium × heerianum Nägeli, 1840 - Ibrido con: Cirsium acaule
- Cirsium × kornhuberi  Heimerl, 1885 - Ibrido con Cirsium pannonicum
- Cirsium × moravicum Petrak, 1960 - Ibrido con: Cirsium arvense
- Cirsium × praealpinum G. Beck, 1884 - Ibrido con: Cirsium erisithales
- Cirsium × schultzianum Loehr, 1852 - Ibrido con: Cirsium spinosissimum
- Cirsium × siegertii Schultz-Bip., 1861 - Ibrido con: Cirsium canum
- Cirsium × subalpinum Gaudin, 1829 - Ibrido con: Cirsium palustre

### Sinonimi
Questa entità ha avuto nel tempo diverse nomenclature. L'elenco seguente indica alcuni tra i sinonimi più frequenti:
- Carduus erisithales Vill.
- Carduus rivularis Jacq., 1773
- Carduus salisburgensis Pers.
- Carduus tricephaloides Lam.
- Cirsium carniolicum All.
- Cirsium gracile Schur
- Cirsium salisburgense (Willd.) G.Don
- Cirsium semipectinatum Rchb.
- Cirsium siegerti Sch.Bip. ex Nyman
- Cirsium tricephalodes (Lam.) DC.
- Cirsium tricephalum St.-Lag.
- Cnicus autareticus Loisel.
- Cnicus pontederae Pollini
- Cnicus salisburgensis Willd.
- Cnicus seminudus Schleich. ex DC.
- Cnicus rivularis (Jacq.) Willd.

### Specie simili
- Cirsium heterophyllum (L.) Hill - Cirsio falso elenio: è un po' meno alto con capolini più grandi e piriformi, le foglie non sono decorrenti e le spine sono nulle o deboli.
- Cirsium canum (L.) All., 1785 - Cirsio canuto: solo le foglie inferiori sono decorrenti; la lamina è più o meno lobata; le squame dell'involucro all'apice sono allungate; le fibre radicali sono ingrossate a fuso.
- Cirsium monspessulanum (L.) Hill  - Cirsio di Montpellier: la lamina delle foglie è intera con bordi vistosamente dentati e provvisti di lunghe spine e superficie glabra. L'infiorescenza si presenta con capolini isolati e nudi.
- Cirsium arvense (L.) Scop.  - Cirsio dei campi: il portamento è più ramoso con molto capolini più piccoli. La corolla è violaceo-pallida e il lembo (parte del fiore tubuloso corrispondente grossomodo alle fauci più le 5 lacinie terminali) è più lungo del tubo basale.
- Cirsium acaule (L.) Scop. - Cardo nano: la differenza più notevole è nell'altezza del fusto (che è molto breve o a volte mancante); per il resto questa pianta è abbastanza simile alla specie di questa voce.
- Cirsium pannonicum (L. f.) Link - Cirsio pannonico: è una specie più bassa con foglie a lamina intera, bordi finemente dentellati e superficie cosparsa da setole ispide. L'infiorescenza si presenta con capolini isolati e quasi afilli.
- Cirsium palustre (L.) Scop. - Cirsio delle paludi: l'infiorescenza è formata da diversi capolini a grappolo; il fusto si presenta con delle caratteristiche ali (le foglie sono decorrenti); le spine in genere sono più robuste.

## Altre notizie
Il Cirsio dei ruscelli in altre lingue viene chiamata nei seguenti modi:
- (DE)  Bach-Kratzdistel
- (FR)  Cirse des ruisseaux